# البارجة يوليوس قيصر
البارجة يوليوس قيصر (بالإنجليزية: Italian battleship Giulio Cesare)‏ كانت واحدة من ثلاث بوارج مدرعة من طراز كونتي دي كافور تم بناؤها للبحرية الملكية الإيطالية (ريجيا مارينا) في العقد الأول من القرن الماضي. اكتملت في عام 1914 ، ولم تستخدم إلا قليلاً ولم تشهد أي قتال خلال الحرب العالمية الأولى. دعمت السفينة العمليات خلال حادثة كورفو في عام 1923 وأمضت معظم العقد المتبقي في الاحتياط. أعيد بناؤها بين عامي 1933 و 1937 بمدافع أقوى ودروع إضافية وسرعة أكبر بكثير من ذي قبل.

## التاريخ
خلال الحرب العالمية الثانية، شارك جوليو سيزار وشقيقتها السفينة كونتي دي كافور في معركة كالابريا في يوليو 1940، عندما تعرضت الأولى لأضرار طفيفة. كلاهما كانا حاضرين عندما هاجمت قاذفات الطوربيد البريطانية الأسطول في تارانتو في نوفمبر 1940، لكن جوليو سيزار لم يتضرر. رافقت عدة قوافل إلى شمال إفريقيا وشاركت في معركة كيب سبارتيفينتو في أواخر عام 1940 ومعركة سرت الأولى في أواخر عام 1941. تم تصنيفها كسفينة تدريب في أوائل عام 1942، وهربت إلى مالطا بعد الهدنة الإيطالية في العام التالي. تم نقل السفينة إلى الاتحاد السوفيتي في عام 1949 وأطلق عليها اسم نوفوروسيسك (Новороссийск). استخدمها السوفييت أيضًا للتدريب حتى غرقت في عام 1955، مع فقدان 608 رجالًا، بسبب انفجار على الأرجح بسبب منجم ألماني قديم. تم إنقاذها في العام التالي ثم ألغيت في وقت لاحق.